# Snyder (Oklahoma)
Snyder és un poble dels Estats Units a l'estat d'Oklahoma. Segons el cens del 2000 tenia 1.509 habitants.

## Demografia
Segons el cens del 2000, Snyder tenia 1.509 habitants, 607 habitatges, i 398 famílies. La densitat de població era de 458,8 habitants per km².
Dels 607 habitatges en un 31,5% hi vivien nens de menys de 18 anys, en un 46,8% hi vivien parelles casades, en un 12,7% dones solteres, i en un 34,4% no eren unitats familiars. En el 31,8% dels habitatges hi vivien persones soles el 16,5% de les quals corresponia a persones de 65 anys o més que vivien soles. El nombre mitjà de persones vivint en cada habitatge era de 2,41 i el nombre mitjà de persones que vivien en cada família era de 3,01.
Per edats la població es repartia de la següent manera: un 27,2% tenia menys de 18 anys, un 8,7% entre 18 i 24, un 24,3% entre 25 i 44, un 21% de 45 a 60 i un 18,8% 65 anys o més.
L'edat mediana era de 38 anys. Per cada 100 dones de 18 o més anys hi havia 83,5 homes.
La renda mediana per habitatge era de 23.295 $ i la renda mediana per família de 32.167 $. Els homes tenien una renda mediana de 26.324 $ mentre que les dones 17.386 $. La renda per capita de la població era de 13.188 $. Entorn del 21,5% de les famílies i el 25,3% de la població estaven per davall del llindar de pobresa.

## Poblacions més properes
El següent diagrama mostra les poblacions més properes.